# Luftfart i Stockholm

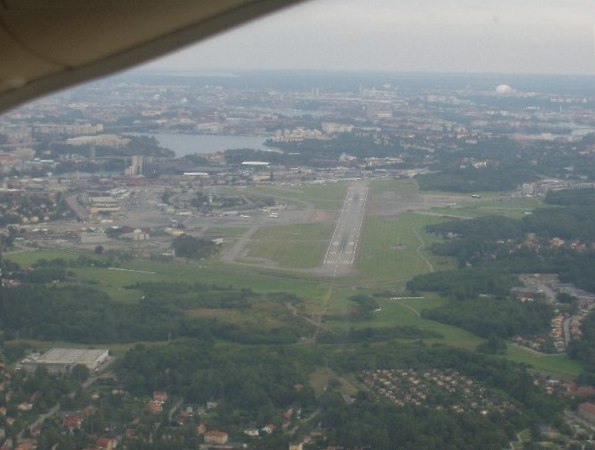
Utsikt från nordväst över inflygningen till bana 12 på Bromma flygplats, 2004.

Luftfart i Stockholm har förekommit sedan flygets barndom på 1910-talet, och den första internationella flygplatsen blev Lindarängens flyghamn. Inom  Stockholms län finns de internationella flygplatserna Arlanda och Bromma samt en handfull mindre flygfält. Många flygresor till och från Stockholm går även via flygplatserna Skavsta och Västerås i grannlänen.

## Historik

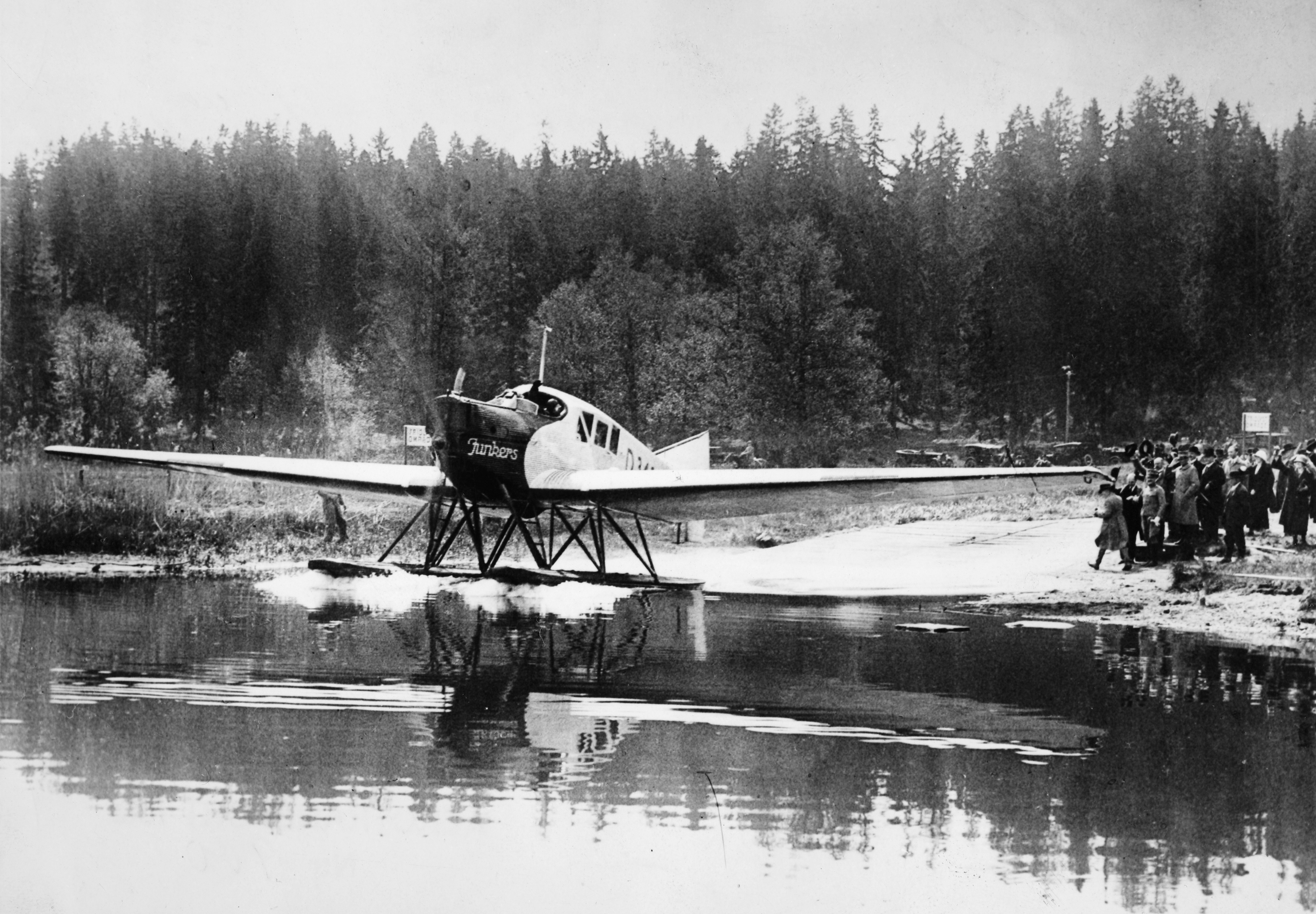
ABA:s första avgång från Lindarängen startar mot Helsingfors 2 juni 1924.

### Historiska flygplatser
- Barkarby flygplats (1913-2010)
- Berga helikopterflygplats (1961-2005)
- Lindarängens flyghamn (1921-1952)
- Skarpnäcksfältet (1940-1980)
- Tullinge flygplats (1945-2004)

#### Militära flygplatser
- 11. helikopterdivisionen (1959-1998)
- F 2 Hägernäs (1926-1974)
- F 8 Barkarby (1938-1974)
- F 18 Tullinge (1946-1986)
- Svea helikopterbataljon (1998-2005)

### Haverier
- Linjeflyg Flight 618 (Kälvesta, 1977)
- Scandinavian Airlines Flight 751 (Gottröra, 1991)

## Flygplatser

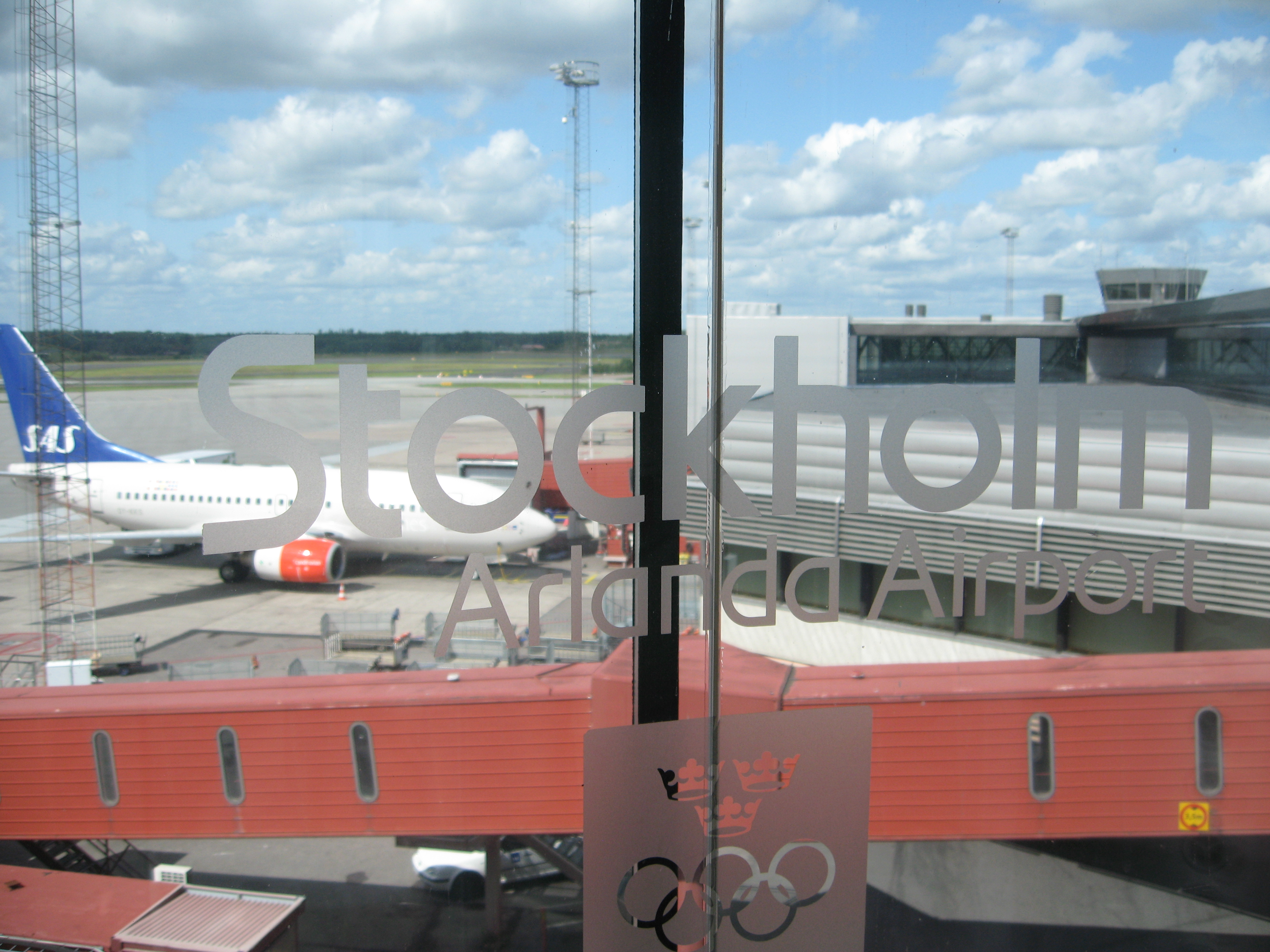
Arlanda flygplats

Stockholms största och internationella flygplats är Arlanda, belägen i Sigtuna kommun, Stockholms län, cirka 40 km från Stockholms city.
I Stockholm finns även cityflygplatsen Bromma flygplats som invigdes 1936, cirka 10 km från city. Dess andel av Stockholms flygtrafik har från 1960-talet minskat till Arlandas fördel, men har de senaste åren fått en ny renässans med ett växande antal utrikesdestinationer (Bryssel, Helsingfors och Århus). Det buller som flygplatsen ger upphov till har skapat en opinion som under de senaste decennierna har krävt att flygplatsen skall läggas ned. Stockholms kommun äger marken, och har avtalat med luftfartsverket att myndigheten har rätt att disponera marken fram till 31 december 2038 då bland annat betydelsen av en citynära flygplats bedömts överväga nackdelarna.
Även Skavsta flygplats i Nyköping och Västerås flygplats fungerar som flygplatser åt många resenärer till och från Stockholm, trots avstånden (110 km respektive 105 km från city). Flera lågprisflygbolag trafikerar de flygplatserna.

### Flygplatser med linjetrafik
Inom det område som täcks av IATA-koden STO för Stockholm Metropolian Area finns följande flygplatser (med IATA-kod i parentes):
- Stockholm-Arlanda flygplats (ARN)
- Stockholm-Bromma flygplats (BMA)
- Stockholm-Västerås flygplats (VST)
- Stockholm-Skavsta flygplats (NYO)

### Sportflygfält
- Skå-Edeby flygfält